# Убиство породице Романов
Убиство породице Романов догодило се у ноћи између 16. и 17. јула 1918. године у Јекатеринбургу. Руска царска породица Романов (цар Николај II, његова супруга царица Александра и њихово петоро деце: Олга, Татјана, Марија, Анастасија и Алексеј), као и сви остали који су одлучили да им се придруже у заточеништву – Евгеније Боткин, Ана Демидова, Алексеј Труп и Иван Харитонов, према иследнику Соколову, погубљени су ватреним оружјем и бајонетима. Према званичном извештају Совјетског Савеза, цар Николај Романов, његова породица и особље, погубљени су због претње да ће град окупирати Чехословачка легија. Заправо, убијени су највероватније по налогу Владимира Лењина, Јакова Свердлова и Феликса Дзержинског. Њихова тела су потом однета у шуму Коптјаки, где су осакаћена. 1919. године, истрага Беле гарде није успела да утврди место сахрањивања, па је закључено да су остаци краљевске породице највероватније кремирани у рову Ганина Јама, близу рудника Четири брата.

## Позадина
Дана 22. марта 1917. године, Николај, који је након абдикације ословљаван као „Николај Романов”, уједињен је са својом породицом у Александровој палати у Царском Селу. Романови су осуђени на кућни притвор од стране Привремене владе, где су били окружени стражарима и ограничени на своје одаје.
Августа 1917. године, привремена влада Александра Керенског евакуисала је краљевску породицу у Тобољск, под изговором да их штити од надолазеће револуције. Ту су живели у вили бившег гувернера у поприличном комфору. Након што су Бољшевици ступили на власт октобра 1917. године, услови у којима су живели Романови постајали су све стриктнији, а разговори о томе да се Николају суди све чешћи. Николају је забрањено да носи нараменице, а стражари су често на ограду качили развратне цртеже упућене његовим кћеркама. 1. марта 1918. године, породица је била приморана да се одрекне верних слуга, путера и кафе, тако да су се хранили војном храном. Како су Бољшевици постајали све јачи, влада је, по налогу Василија Јаковљева, априла 1918. године преселила Николаја, Александру и њихову кћерку Марију у Јекатеринбург. Били су заточени у кући Ипатијевих, која је тада називана „Кућа посебне намене”. Алексеј, који је патио од тешке хемофилије, био је превише болестан да би отпутовао заједно са својим родитељима, тако да није напустио Тобољск до маја 1918. године.

### Кућа посебне намене
Романови су били у стриктној изолацији у кући Ипатијевих. Било им је дозвољено да причају само на руском језику. Није им био дозвољен приступ пртљагу, који је током њиховог заточеништва чуван у унутрашњем дворишту. Слугама је наређено да породицу ословљавају само њиховим именима и патронимима. Романови су свакодневно били подрвргавани претресању, конфисковањем новца и покушајима да се са руку Александре и њених кћерки скину златне наруквице. Кућа је била окружена дуплом палисадом од 4 m, која је блокирала поглед на улицу. Разлог изградње палисаде били су пролазници који су могли да виде Николајеве ноге док се љуљао у дворишту.
Сви прозори у собама су били затворени и прекривени новинама, а 15. маја кречом. Једини извор вентилације била је форточка изнад собе царице Александре, али вирење кроз исту било је строго забрањено. 23. јуна 1918. године, након бројних молби, прозори у царевој и царичиној соби су отворени. Међутим, гвоздене решетке су стављене на прозоре 11. јула, јер је Александра одбијала да се не приближава њима.
Командант и његови помоћници су сваког тренутка имали приступ собама краљевске породице. Романови су морали да звоне када су желели да изађу из собе. Слободне активности биле су дозвољене два пута на дан, и то у башти, пола сата ујутру и поподне. Оброци су им се састојали углавном од чаја и црног хлеба за доручак, котлета или супе са месом за ручак; породици је било наглашено да „више не могу да живе као цареви”. Половином јуна, монахиње из манстира Ново Тихвинскиј доносиле би Романовима храну, али би је стражари бацали у ђубре. Породици нису биле дозвољене посете, као ни слање или писање писама. Принцеза Јелена Карађорђевић покушала је у једном тренутку да посети Романове, али јој је одбијен захтев да то учини. Свакодневне посете Владимира Деревенка, који је лечио Алексеја, су такође постале ограничене када је Јаков Јуровски постао командант. Почетком јуна, породица Романов више није добијала дневне новине.
Да би одржали илузију нормалности, бољшевици су убедили Романове 13. јула 1918. године да њихове слуге, Клементиј Нагорњи и Иван Седнев ”нису више у надлежности владе”. Међутим, и један и други су већ увелико били мртви. 14. јула, свештеник је одржао литургију за породицу. Следећег јутра, четири служавке су биле задужене да обришу подове куће Ипатијевих, а уједно су биле и последње особе које су виделе Романове живе.
Шеснаесторица унутрашњих стражара су спавала у подруму, ходнику и командантовој канцеларији. Спољашњих стражара је било 56. Било им је дозвољено да доводе жене и да пијанче у подруму куће. На поседу је било постављено четири митраљеза: један у звонику катедрале Вознесенски преко пута куће, други на прозору у подруму који је био окренут ка улици, трећи на тераси изнад баште и четврти на тавану изнад собе цара и царице. Почетком маја, породици је одузет клавир у трпезарији, који је потом премештен испред командантове канцеларије. Одатле су их стражари исмејавали певајући руске револуционарне песме.
Када је 4. јула, уместо Авдејева, командант постао Јаков Јуровски, стари унутрашњи стражари су премештени у кућу Попових. Виши официри више нису имали овлашћење да улазе у собе Романових, већ им је дужност била да патролирају ходницима. Јуровски је запошљавао одане бољшевике који су били спремни, по потреби, да убију цара. Да би спречио братимљење, које је било учестало под Авдејевим, Јуровски је за нове стражаре бирао углавном странце. Њихов нови вођа био је Адолф Лепа, Литванац.
У Јекатеринбургу, за Романове је била задужена Црвена армија, с обзиром да је првобитни план бољшевика био да се краљевска породица одведе на суђење. Како је Бела гарда постајала све већа претња, а грађански рат све гори, страховало се да ће Романови на крају пасти у руке „белих”. Бољшевицима је ово било неприхватљиво из два разлога: прво, цар или било који члан његове породице имали би могућност да привуку још присталица у корист Беле гарде; друго, цар, или било који члан његове породице у случају да цар умре, сматрао би се легитимним владарем Русије од стране других европских земаља. Средином јула 1918. године, Чехословачка легија се приближавала Јекатеринбургу да би заштитила Транссибирску железницу. Према историчару Дејвиду Булоку, бољшевици су се успаничили, вођени уверењем да је права мисија Чехословака да избаве краљевску породицу.
Крајем јуна, Петар Војков и Александар Белобородов, председник Уралског Совјета , исценирали су кријумчарење писама на француском у кућу Ипатијевих, наводно од царског чиновника који жели да ослободи Романове. Ова фалсификована писма, као и одговори краљевске породице на њих, служила су Централном извршном комитету у Москви као оправдање за ликвидацију.

### Планирање убиства
Уралска влада се 29. јуна сложила да треба убити Романове. Филип Голошћјокин је у Мосвку стигао 23. јула, са писмом које инсистира на погубљењу цара. Само седам чланова Централног истражног комитета је присуствовало састанку, од којих су троје били Лењин, Свердлов и Дзержински. Од президијума Уралског Совјета се очекивало да организује детаље погубљења и дан на који ће се оно спровести.
Убиство цареве супруге и деце се такође планирало, али је морало да се чува као државна тајна, да би се избегле политичке последице. Немачки амбасадор Вилхелм вон Мирбах се упорно распитивао о стању Романових. С друге стране, од британског конзула Томаса Престона се очекивало да помогне породици, али су његови захтеви да их посети одбијени.
Дана 14. јула, Јуровски је изабрао место где ће закопати тела и нашао је начин како да се отараси доказа на најбржи могући начин. Такође је закључио да је потребно окупити породицу негде одакле неће моћи да побегну и за ту сврху је изабран подрум. План да се породица ликвидира у сну, а да им се тела потом баце у језеро, сматрао се непогодним. Јуровски је знао да ће морати да убије свих 11 затвореника одједном, али је такође узео у обзир да ће морати да спречи силовање жена и претресање тела од стране саучесника у убиству.
Дана 16. јула, Јуровски је обавештен да се контингенти Црвене армије и Уралске владе повлаче и да се ликвидација више не може одлагати. Голошћјокин и Сафаров су око 18:00 часова послали кодирани телеграм Лењину у коме су тражили коначно одобрење. Не постоје подаци о одговору из Москве, али је Јуровски тврдио да је око 19:00 часова добио овлашћење од Голошћјокина да спроведе план. Исто је тврдио и биши стражар Кремља, Алексеј Акимов. У 20:00 часова, Јуровски је послао свог шофера да довезе камион у коме ће транспортовати тела, заједно са ролнама платна у које ће се она увити. План је био да се камион паркира што ближе подруму, али да и даље буде упаљен како би се пригушили звукови пуцњаве. Јуровски и Павел Медведев су изабрали 14 пиштоља, међу којима су два Браунинга (M1900 и M1906), два M1911 пиштоља, два Маузера C96, два произведена у компанији Смит и Весон, као и седам Нагана M1895.
У командантовој канцеларији, Јуровски је својим људима задао по једну мету. Јермаков је био једини који је убио чак два затвореника, царицу Александру и Боткина. Аустроугарски ратни заробљеник Андрас Верхас и Адолф Лепа одбили су да упуцају жене. Из тог разлога, премештени су у кућу Попових јер нису желели да учествују у ”пресудном задатку њихове револуционарне дужности”.

## Погубљење
Док су Романови вечерали 16. јула 1918. године, Јуровски је обавестио породицу да је Леонид Сведнев отишао да посети свог ујака Ивана Сведнева, али је заправо Иван већ био мртав. Романови су били разочарани, обзиром да је Леонид био једини који се играо са Алексејем, али их је Јуровски убеђивао да ће се ускоро вратити. Александра му није веровала, и била је у праву, јер је Леонид Сведнев те ноћи убијен у кући Попових.

Око поноћи 17. јула, Јуровски је наредио породичном лекару Евгенију Боткину да пробуди Романове, тврдећи да је потребно да се преселе на сигурну локацију услед хаоса у Јекатеринбургу. Они су одведени у подрумску просторију величине 6 x 5 m, где је Николај тражио две столице, на којима су касније седели Алексеј и Александра. Након пар минута, након што је камион за транспорт тела паркиран испред куће, стрељачки строј тајне полиције ушао је у просторију, а Јуровски је наглас прочитао пресуду Централног извршног комитета:
Николају Александровичу, због непрекидних напада твоје родбине на Совјетску Русију, Уралски извршни комитет те осуђује на смрт.
Николај је током читања пресуде устао са питањем „Шта? Шта?”, а Јуровски је одмах подигао оружје и пуцао у цара. Царица и велика књегиња Олга, према сећању стражара, су покушале да се прекрсте, али нису успеле услед пуцњаве која је уследила. Петар Јермаков, који је био пијан током убиства, усмртио је царицу Александру метком у главу. Након тога је пуцао у Марију, која је потрчала ка вратима, а метак јој је прошао кроз бутину. Остали саучесници су почели да пуцају на све стране, све док просторија није постала испуњена димом.
Алексеј Кабанов, који је отрчао напоље да провери да ли се било шта чује, опазио је псе из одаја Романових који су лајали на пуцњаву толико гласну да није успео да је пригуши ни мотор камиона. Након што се вратио у подрум, Кабанов је рекао да се краљевска породица и њихови пси докрајче бајонетима и кундацима. Врата подрума су отворена да би се рашчистио дим, након чега су убице успеле да чују цвиљење Николајеве деце, која су још увек била жива.
Убијање бајонетима није била ефективна метода, с обзиром да је захтевала да се деца поново упуцају. Алексеј је први погубљен. Јуровски је запрепашћено посматрао како је Никулин непрекидно пуцао у Алексеја, који је и даље седео на столици. Татјана, Анастасија и Марија су убијене последње. Сматра се да су Марија и Анастасија беспомоћно клечале и покривале главе. Ана Демидова, Александрина служавка, преживела је пуцњаву, али је убрзо избодена на смрт док је покушавала да се заштити јастуком.
Док је Јуровски проверавао пулс породице, Јермаков је још једном ударио сваку жртву бајонетом. Погубљење је трајало око 20 минута. Будуће истраге ће открити да је у подруму нађено око 70 метака. Џој, Алексејев шпанијел, је једини преживео убиство.
Александар Белобородов је Николају Горбунову, Лењиновом секретару, послао кодиран телеграм да је мисија успешно завршена. Александру Лисицину, кључном сведоку Москве, наређено је да Свердлову пошаље сва писма и све дневнике Александре и Никалаја који су имали политичку важност. Белобородов и Никулин су надгледали претресање одаја, a драгоцености које су пронађене у њима чуване су у командантовој канцеларији, док су личне ствари од мање важности или вредности спаљиване. 19. јула, сва конфискована имовина краљевске породице је национализована.

### Одлагање тела
Тела породице Романов и њихових слуга пренета су у шуму Коптјаки, близу рудника Четири брата, помоћу камиона марке Фијат. На раскрсници 185, 25 мушкараца је чекало Јермакова на коњима и са лаганим колицима. Били су разочарани што Романови нису били живи, јер су имали жељу да учествују у линчу. Јуровски је са великим потешкоћама убедио Јермакове људе да пренесу тела из камиона у колица, који су након тога завлачили руке у доњи веш женских тела у потрази за дијамантима. Командант је уперио пиштољ у њих и наредио им је да раде само оно што се од њих тражи.
Јуровски и још петоро његових људи су положили тела на траву. Када је одећа са њих спаљена, тела су бачена у јарак и попрскана сумпорном киселином. Тек након тог чина, Јуровски је увидео да је јарак био дубок свега 3 m, а да блатњава вода није у потпуности потопила тела. Безуспешно је покушавао уз помоћ ручних граната да обруши делове рудника преко рупе у земљи, а на крају ју је покрио прућем и земљом. Јуровски је у шуми оставио три стражара, а он се вратио у Јекатеринбург са врећом дијаманата како би се јавио Белобородову и Голошћјокину. Дошли су до закључка да је јама заиста превише плитка.
Сергеј Чутскајев је Јуровском скренуо пажњу на руднике бакра западно од Јекатеринбурга, који би могли бити погодни за премештање тела. Јуровски је обишао руднике 17. јула, након чега је набавио додатне камионе, а Петру Војкову наредио да понесе бензин, петролеј, сумпорну киселину и дрва за огрев. 18. јула, око 04:00 ујутру, Јуровски, Голошћјокин и неколико агената тајне полиције вратили су се у рудник. Натопљена тела су из јаме извучена канапима и положена испод цераде. Јуровски, забринут да неће имати довољно времена да тела остави у дубљем руднику, наредио је да се ископа нова јама, али земља је била превише тврда. Тада се вратио у хотел Американскаја, након чега је набавио камион и у њега упаковао бетонске блокове. У другом камиону су превожени додатни агенти који ће му помоћи да транспортује тела на нову локацију.
Током премештања у руднике бакра, камион се заглавио у блату близу Ганина Јаме. Исцрпљени саучесници одбијали су да слушају наређења, тако да је Јуровски одлучио да се тела закопају у земљи на којој се камион зауставио. Ископан је гроб величине око 6 x 8 m и дубине свега 60 cm. Тело Алексеја Трупа је прво убачено у јаму, а потом тела цара Николаја и осталих жртава. Сумпорна киселина је поново искоришћена, а лица су им унакажена ударцима кундака. Сахрањивање је завршено 19. јула, око 6:00 ујутру.
Јуровски је Алексеја и једну од његових сестара сахранио 15 m даље, у нади да ће збунити онога ко успе да пронађе масовну гробницу са само девет тела. Пошто је женско тело било унакажено до непрепознатљивости, Јуровски га је помешао са Аном Демидовом; у његовом извештају написао је да је заправо желео да се отараси Александриног леша. Алексеј и његова сестра спаљени су на ломачи, а њихове кости су потом смрвљене помоћу лопата и бачене у мањи јарак. Свега 44 фрагмената костију нађено је августа 2007. године.

### Истрага иследника Соколова
Након што је Јекатеринбург пао у руке Беле гарде 25. јула, адмирал Александар Колчак одлучио је да се спроведе истрага поводом убиства породице Романов. Николај Соколов, иследник Регионалног суда у Омску, испитао је неколико чланова краљевске свите у фебруару 1919. године, конкретно Пјера Жиљара, Александру Теглову и Сиднија Гибса.
Соколов је открио велику количину личних предмета и драгоцености око јаме где су тела првобитно сахрањена. Такође је открио фрагменте костију, наочаре др Боткина, ципеле, кључеве, бисере и дијаманте, као и неколико метака и женски прст. Соколов је само успео да пронађе остатке Анастасијиног пса, Џимија, у јами. С друге стране, није успео да пронађе скривену гробницу испод пута Коптјаки, али га је усликао као доказ да се камион ту заглавио 19. јула. Због повратка бољшевичких снага јула 1919, Соколов је био принуђен да се евакуише, али је са собом понео предмете које је пронашао. Преминуо је од срчаног удара 1924. године у Француској пре него што је успео да заврши истрагу. Кутија са предметима чува се у Руској православној цркви св. Јоба у Бриселу.
Његов прелиминарни извештај објављен је исте године на француском и руском језику, и била је једини извор објашњења за убиства до 1989. године. Погрешно је закључио да су све жртве, осим Алексеја и Анастасије, умрле одмах након прве пуцњаве, а да су тела потом спаљена на масовној ломачи. 1938. године, Јосиф Стаљин забранио је сваку дискусију о убиству краљевске породице. Кућа Ипатијевих сматрала се местом „недовољног историјског значаја” и срушена је септембра 1977. године од стране Јурија Андропова, шефа КГБ-а.
Аматерски детектив Александар Авдонин и режисер Гелиј Рјабов открили су гробницу на путу Коптјаки 30-31. маја 1979. године. Из њега су одстранили три лобање, али с обзиром да нису успели да нађу лабораторију која ће их анализирати, одлучили су да остатке врате у јаму 1980. године. Мандат Михаила Горбачова је са собом донео многе реформе, које су навеле Рјабова да открије локацију гробнице Романових 10. априла 1989. године, на велико незадовољство Авдонина. 1991. године, совјетски службеници су спровели „званичну ексхумацију” која је уништила гроб и важне доказе.
Дана 29. јула 2007. године, аматерска група детектива је нашла малу јаму са остацима Алексеја и његове сестре недалеко од пута Коптјаки.

## Убице
Иван Плотњиков, професор историје на Уралском државном универзитету у Јекатеринбургу, утврдио је да су кључне фигуре у злочину биле Јаков Јуровски, Григориј Никулин, Михаил Медведев, Петар Јермаков, Степан Ваганов, Алексеј Кабанов, Павел Медведев, В. Н. Нетребин и Филип Голошћјокин. Петар Војков био је задужен за одлагање тела и набавку 570 литара бензина и 180 килограма сумпорне киселине. Након убистава, изјавио је да „нико никада неће сазнати шта је урадио са телима”. 1924. године, Војков је радио као амбасадор у Пољској, где га је убио руски монархиста јула 1927. године.
Директни саучесници живели су свега пар месеци након убистава. Степана Ваганова су убили сељаци 1918. године због учешћа у бруталним политичким репресијама. Павела Медведева, вођу страже у кући Ипатијевих, привела је Бела гарда фебруара 1919. године, а умро је у затвору од тифуса. Александар Белобородов убијен је 1939. године током Велике чистке. Филип Голошћјокин је стрељан октобра 1941. године у затвору НКВД-а, након чега је сахрањен у необележеном гробу.
Три дана након ликвидације Романових, Јуровски је лично Лењину доставио извештај о догађајима те ноћи. Награђен је позицијом у тајној полицији ЧЕКА. Умро је у Кремаљској болници 1938. године, у 60. години. Пре него што је преминуо, пиштоље које је користио за убиство Романових донирао је Музеју револуције у Москви. Никада није изразио жаљење због онога што је учинио.
Лењин је династију Романов сматрао „монархијским ђубретом и тристогодишњом срамотом”, а Николаја је у писмима називао „најгорим непријатељем руског народа”. Лењин је оперисао са великим опрезом и често је наређења слао путем кодираних телеграма, након чега је инсистирао да се они униште. Архиве Централног извршног комитета су откриле да су „потрчци” достављали телеграме највероватније путем анонимних директива.
Совјетска историографија описивала је Николаја као слабог, инкомпетентног вођу чије су одлуке резултирале војним поразима и погибијом милиона његових следбеника, док је Лењинову репутацију максимално штитила. Ликвидација Романових приписана је Уралској влади и тајној полицији.

## Последице
Следећег јутра, када су се гласине у вези гробног места прошириле Јекатеринбургом, Јуровски је тела сакрио на другој локацији (56.942222°N 60.473333°E). 19. јула, Филип Голошћјокин је саопштио да је „Крвави Николај” упуцан, а да су остали чланови породице одведени на сигурно место. Званично обавештење објављено је у новинама, два дана касније.
Током следећа 84 дана након ликвидације, 27 пријатеља и рођака је убијено од стране бољшевика. За разлику од краљевске породице, тела у Алапајевску и Перму нашла је Бела армија октобра 1918. и маја 1919. године. Међутим, данас се зна само за место починка Јелисавете Фјодоровне и сестре Барбаре Јаковљеве, које су сахрањене у руској цркви Марије Магдалене у Јерусалиму.
Године 1993, објављен је извештај Јакова Јуровског из 1922. На основу њега, одреди Чехословачке легије приближавали су се Јекатеринбургу. 17. јула 1918. године, Јаков и остали бољшевици, у страху да ће Николај бити ослобођен, одлучили су да убију њега и његову породицу.
Током наредних година, велики број људи је тврдило да су потомци Романових. Маја 1979. године, већина посмртних остатака породице нађено је од стране аматерских детектива, који су откриће чували у тајности до распада комунизма. Јула 1991. године, тела Николаја, Александре и њихове три кћерке су ексхумирана. Након форензичких и ДНК анализа, сахрањени су у Цркви Светих апостола Петра и Павла у Санкт Петербургу. Сахрани је присуствовао руски председник Борис Јељцин, као и принц Мајкл од Кента. Свети синод Руске православне цркве супротстављао се одлуци владе због сумње у идентитет покојника. Патријарх Алексије II одбио је да учествује у погребној церемонији.
Дана 15. августа 2000. године, Руска православна црква је одлучила да канонизује породицу због њихове „скромности, стрпљења и покорности”.
У периоду између 2000. и 2003. године, поред куће Ипатијевих саграђена је Црква на крви.
Дана 1. октобра 2008. године, Врховни суд Руске Федерације донео је одлуку да су Романови били жртве политичке репресије, након чега су рехабилитовани.
Године 2015, Руска православна црква захтевала је ексхумацију и додатне ДНК анализе остатака Николаја и Александре, које су потврдиле да они заиста припадају цару и царици.
Анкета спроведена 11. јула 2018. године од стране Руског истраживачког центра за јавно мњење открила је да 57% Руса старијих од 35 година сматра да је „убиство породице Романов гнусан злочин”, 46% људи између 18 и 24 године сматра да је Николај II морао да буде кажњен због његових грешака, а осталих 3% сматра да је убиство краљевске породице била врста јавне одмазде.